# Адам Коул
Остин Кирк Дженкинс (англ. Austin Kirk Jenkins, род. 5 июля 1989, Панама-Сити, Флорида) — американский рестлер, в настоящее время выступающий в All Elite Wrestling (AEW), где он выступает под именем А́дам Ко́ул. Он также известен по выступлениям в WWE и Ring of Honor (ROH) под тем же именем.
Коул начал свою восьмилетнюю карьеру в ROH в 2009 году и стал первым в истории трёхкратным чемпионом мира ROH. Кроме того, он является однократным телевизионным чемпионом мира ROH и победителем турнира ROH Survival of the Fittest 2014 года. Коул также выступал в нескольких независимых промоушенах, включая Chikara, Combat Zone Wrestling (CZW), где он являлся бывшим чемпионом мира CZW в полутяжёлом весе, и Pro Wrestling Guerrilla (PWG), где он становился бывшим чемпионом мира PWG; ему принадлежат рекорды по продолжительности владения обоими титулами. Он также работал в New Japan Pro-Wrestling (NJPW), где состоял членом группировки Bullet Club.
С 2017 по 2021 год Коул был рестлером WWE и выступал на бренде NXT. В это время Коул стал лидером группировки «Неоспоримая Эра», в которую входили Бобби Фиш, Кайл О’Райли, а позже Родерик Стронг, и после сразу отправился в AEW. Коул стал вторым рестлером, который являлся чемпионом «Тройной короны», был первым в истории чемпионом Северной Америки NXT, однократным командным чемпионом NXT, а также является самым длительным чемпионом NXT всех времён.

## Личная жизнь
Дженкинс состоит в отношениях с коллегой, рестлером AEW Бритт Бейкер. Они начали встречаться в 2017 году, предварительно познакомившись с помощью приложения Bumble.
Он называет Шона Майклза своим вдохновением, а Стива Остина — рестлером, который привел его в рестлинг. Он увлекается подводным плаванием.

## Титулы и достижения
- CBS Sports
  - Вражда года (2019) пр. Джонни Гаргано[4]
  - Матч года (2019) пр. Джонни Гаргано на NXT TakeOver: New York[4]
  - Рестлер года (2019)[4]
- Combat Zone Wrestling
  - Чемпион мира CZW в полутяжёлом весе (1 раз)[5][6]
  - Best of the Best X (2011)[7]
- Dreams Fighting Entertainment/World Wrestling League
  - DFE Openweight Championship/WWL Heavyweight Championship (1 раз)[8]
- Eastern Wrestling Alliance
  - EWA Cruiserweight Championship (1 раз)[9]
- Ground Breaking Wrestling
  - Battle of Gettysburg (2009)[10]
- International Wrestling Cartel
  - IWC Super Indy Championship (1 раз)[11]
  - Super Indy 16 (2017)[11]
- Maryland Championship Wrestling
  - MCW Rage Television Championship (2 раза)[12]
  - Shane Shamrock Memorial Cup (2012)[13]
- New Horizon Pro Wrestling
  - NHPW Art of Fighting Championship (1 раз)[14]
- Premiere Wrestling Xperience
  - PWX Heavyweight Championship (1 раз)[15]
- Preston City Wrestling
  - PCW Cruiserweight Championship (1 раз)[16]
- Pro Wrestling Guerrilla
  - Чемпион мира PWG (1 раз)[17]
  - Battle of Los Angeles (2012)[18]
- Pro Wrestling Illustrated
  - Вражда года (2019) пр. Джонни Гаргано[19][20]
  - Рестлер года (2019)[19][20]
  - № 2 в топ 500 рестлеров в рейтинге PWI 500 в 2020[21]
- Pro Wrestling World-1
  - World-1 North American Championship (1 раз)[22]
  - Shinya Hashimoto Memorial Cup (2010)[23]
- Real Championship Wrestling
  - RCW Cruiserweight Championship (1 раз)[9]
  - RCW Tag Team Championship (1 раз) — с Девоном Муром[9]
- Ring of Honor
  - Чемпион мира ROH (3 раза)[24][25][26]
  - Телевизионный чемпион мира ROH (1 раз)[27]
  - ROH World Championship Tournament (2013)[24]
  - ROH World Tag Team Championship No. 1 Contender Lottery Tournament (2011) — с Кайлом О’Райли[28]
  - Survival of the Fittest (2014)[29]
  - Командный чемпион мира ROH (1 раз) — с MJF
- SoCal Uncensored
  - Матч года (2012) с Кайлом О’Райли против Super Smash Bros. (Плеер Уно и Одурманенный) и «Янг Бакс» 21 июля[30]
  - Матч года (2016) с «Янг Бакс» (Мэтт Джексон и Ник Джексон) против Мэтта Сайдала, Рикошета и Уилла Оспрея 3 сентября[31]
  - Рестлер года (2013)[32]
- WrestleCircus
  - Big Top Tag Team Championship (1 раз) — с Бритт Бейкер[33]
- Wrestling Observer Newsletter
  - Новичок года (2010)[34]
  - Вражда года (2019) пр. Джонни Гаргано[35]
  - Худшая вражда года (2023) — как Дьявол пр. Максвелла Джейкоба Фридмана
  - Худший образ (2023) — Дьявол
- WXW C4
  - WXW C4 Hybrid Championship (1 раз)[36]
- WWE
  - Чемпион NXT (1 раз)[37]
  - Североамериканский чемпион NXT (1 раз, первый в истории)[38]
  - Командный чемпион NXT (1 раз) — с Родериком Стронгом, Бобби Фишем и Кайлом О’Райли[39]
  - Второй чемпион Тройной короны NXT
  - Победитель Dusty Rhodes Tag Team Classic (2018) — с Кайлом О’Райли[40]
  - Премия по итогам года NXT (7 раз)
    - Мужчина года (2019, 2020)[41]
    - Рестлер года (2019)[41]
    - Матч года (2019) пр. Джонни Гаргано на NXT TakeOver: New York[41]
    - Вражда года (2019, 2020) пр. Джонни Гаргано,[41] пр. Пэт Макафи
    - Команда года (2020) — с Родериком Стронгом, Бобби Фишем и Кайлом О’Райли

  - Bumpy Award (1 раз)
    - Соперничество полугодия (2021) — пр. Кайла О’Райли[42]